# You Learn
You Learn es una canción de la cantautora canadiense Alanis Morissette de su tercer álbum de estudio, Jagged Little Pill (1995). Fue escrito por Morissette y Glen Ballard, el productor del álbum. Maverick y Warner Bros. Records lanzaron la canción como el cuarto sencillo del álbum (tercero en el Reino Unido). La letra establece que se aprenden lecciones valiosas de las malas decisiones. El título del álbum está tomado de una línea de esta canción.
Lanzada en el Reino Unido en febrero de 1996 y en todo el mundo a finales de ese año, la canción recibió críticas generalmente positivas de la mayoría de los críticos musicales, muchos de los cuales destacaron esta canción del álbum. Fue un éxito comercial a nivel mundial, encabezando la lista canadiense RPM Top Singles y entrando en el top 40 en Australia, Islandia, Nueva Zelanda, el Reino Unido y los Estados Unidos. En Canadá, fue el sencillo más exitoso de 1996, según RPM. Se filmó un video musical para el sencillo, que mostraba a Morissette caminando por las calles.
Una versión acústica de la canción fue lanzada en algunos países como sencillo en el año 2000, perteneciente a su álbum en vivo Alanis Unplugged. La canción también fue reversionada en el álbum Jagged Little Pill Acoustic.

## Video musical
Se produjeron dos videos musicales para el sencillo. El video musical original, dirigido por Liz Friedlander, comienza con Morissette, con el pelo recogido en rastas, haciendo el pino en su apartamento. Se pone una chaqueta deportiva blanca, sale al exterior por la escalera de incendios y cruza la calle despreocupadamente, lo que provoca un accidente en el que se ven involucrados varios coches. Morissette ignora las recriminaciones de los conductores afectados y camina sobre los autos que se interponen en su camino. Después de pasar junto a un camión de bomberos, la cantante llega a una cancha de baloncesto a caballo, ahora con una chaqueta roja. Allí le pasan una pelota, que lanza a la canasta y encesta. Luego sale a la calle y da varias volteretas hacia atrás. Cuando termina, lleva una chaqueta gris. Besa al azar a un tipo en la misma calle y corre hacia un puente en obras, ahora con una chaqueta verde. Salta desde el mismo, aterrizando con una chaqueta azul. Se involucra entonces en una pelea de pasteles con un grupo de personas, incluido su baterista, Taylor Hawkins. Finalmente, vemos a Morissette en un ring con una chaqueta negra y guantes de boxeo, enfrentándose a una mujer perfectamente equipada. Esta boxeadora la golpea en la cara, tirándole a la lona. Morissette sale tambaleante del ring y del gimnasio cuando termina el video.
El video fue filmado el 11 de febrero de 1996 en el Meatpacking District de la ciudad de Nueva York. La filmación duró 23 horas y se efectuó a una temperatura ambiente de unos diez grados. Se pueden ver al fondo las Torres Gemelas en la escena en la que Morissette da volteretas. Curiosamente, Morissette no aparece nunca cantando durante la duración del videoclip.
El segundo video musical, que obvia la versión del álbum, presenta a Morissette con su banda durante una presentación en vivo, incluyéndose en el mismo fragmentos de la grabación de MTV Unplugged.

## Presentaciones en vivo y otras versiones
You Learn se presentó en su gira mundial Jagged Little Pill Tour, en su Junkie Tour australiano y en las giras Under Rug Swept y Flavors of Entanglement. Una versión instrumental también apareció on line.
Debido a que el CD del sencillo incluía una versión en vivo de You Oughta Know de los premios Grammy de 1996 como cara A, Billboard acreditó la posición en la lista a You Learn/You Oughta Know. Una versión acústica de la canción del álbum en vivo de Morissette Alanis Unplugged (1999) fue lanzada como sencillo en algunos países en 2000. Se grabó otra versión acústica para el álbum Jagged Little Pill Acoustic (2005).

## Versiones
- La cantante pop country americana Taylor Swift hizo un cover de la canción como parte de un medley realizado durante su Speak Now World Tour en Canadá.

## Lista de canciones

### U.S. sencillo
1. «You Learn» (álbum versión) – 4:00
2. «You Oughta Know» (live Grammy version) – 3:48

### MTV Unplugged version
1. «You Learn»
2. «Thank U»

## Posicionamiento
| Listas (1996)                         | Posicionamiento |
| ------------------------------------- | --------------- |
| Canadian Singles Chart                | 1               |
| UK Top 75 Singles                     | 24              |
| U.S. Billboard Hot 100 1              | 6               |
| U.S. Billboard Modern Rock Tracks     | 7               |
| U.S. Billboard Adult Contemporary     | 23              |
| U.S. Billboard Mainstream Rock Tracks | 40              |
| U.S. Billboard Top 40 Mainstream      | 1               |
| U.S. Billboard Adult Top 40           | 3               |
| U.S. Billboard Rhythmic Top 40        | 32              |
| U.S. Billboard Top 40 Adult           | 1               |
| U.S.                                  | 1               |